# Olivier Ntcham
Jules Olivier Ntcham (* 9. Februar 1996 in Longjumeau, Frankreich) ist ein kamerunisch-französischer Fußballspieler. Der zentrale Mittelfeldspieler steht bei Samsunspor unter Vertrag und ist seit 2022 kamerunischer Nationalspieler.

## Karriere

### Vereine
Ntcham begann seine Karriere 2004 beim FC Chennevières-sur-Marne und kam über die Stationen US Ormesson und VGA Saint-Maur 2009 zum Paris FC. Ein Jahr darauf wechselte er zum Le Havre AC. 2012 schloss er sich der Jugendakademie von Manchester City an. Dort kam Ntcham ab der Saison 2012/13 für die U-21-Mannschaft in der U-21 Premier League sowie in der UEFA Youth League zum Einsatz. Zur Spielzeit 2015/16 wurde er für zwei Jahre an den italienischen Erstligisten CFC Genua verliehen. Am 23. August 2015 debütierte er bei der 0:1-Auswärtsniederlage gegen US Palermo in der Serie A.
Zur Saison 2017/18 wechselte Ntcham zu Celtic Glasgow. Mit der Mannschaft gewann er je dreimal die schottische Meisterschaft, den nationalen Pokal sowie den Ligapokal.
Am 1. Februar 2021 wurde Ntcham bis Saisonende zu Olympique Marseille in die Ligue 1 verliehen. Danach wechselte Ntcham in die zweite englische Liga zu Swansea City.
Im Sommer 2023 wechselte er zu Samsunspor in die Türkei.

### Nationalmannschaft
Ntcham spielte ab 2011 für Jugendnationalmannschaften des französischen Fußballverbands. Für die U16-Auswahl kam er 19-mal zum Einsatz und erzielte 5 Tore. Für die U18-Nationalmannschaft spielte er zweimal; bei seinem Debüt am 5. März 2014 erzielte er im Freundschaftsspiel gegen Deutschland das Tor zum 3:1-Endstand. Von November 2015 bis März 2016 stand er im Aufgebot der U20-Auswahl und kam für diese zweimal zum Einsatz. Ab Juni 2017 spielte er 20-mal für die U21.
Im September 2022 wurde er erstmals in die kamerunische A-Nationalmannschaft berufen. Nachdem er bis November desselben Jahres in drei Testspielen zum Einsatz gekommen war, wurde Ntcham in den Kader für die Weltmeisterschaft 2022 in Katar nominiert. Das Turnier war für seine Mannschaft nach der Gruppenphase beendet; der Mittelfeldspieler kam im letzten Spiel gegen Brasilien zu einem Kurzeinsatz.

## Erfolge
Celtic Glasgow
- Schottischer Meister: 2018, 2019, 2020
- Schottischer Pokalsieger: 2018, 2019, 2020
- Schottischer Ligapokalsieger: 2018, 2019, 2020